# Horcadas
Horcadas es una localidad del municipio leonés de Riaño, en la Comunidad Autónoma de Castilla y León. 
La iglesia está dedicada a los santos Cornelio y Cipriano.

## Localidades limítrofes
Confina con las siguientes localidades:
- Al norte con el embalse de Riaño.
- Al noreste con Riaño.
- Al este con Carande.
- Al sureste con Tejerina.
- Al suroeste con Remolina.
- Al oeste con Las Salas y Salamón.
- Al noroeste con Ciguera y Lois.

## Demografía
Evolución de la población
| Gráfica de evolución demográfica de Horcadas entre 2000 y 2017     |
|                                                                    |
| Población de derecho (2000-2017) según el padrón municipal del INE |

## Historia
Así se describe a Horcadas en el tomo IX del Diccionario geográfico-estadístico-histórico de España y sus posesiones de Ultramar, obra impulsada por Pascual Madoz a mediados del siglo XIX:

Villa en la provincia y diócesis de León, partido judicial y ayuntamiento de Riaño, audiencia territorial y capitanía general de Valladolid. Situada entre colinas, a la margen izquierda del río Esla; su clima es bastante sano. Tiene unas 24 casas; iglesia (San Cornelio y San Cipriano), anejo de Carande, y buenas aguas potables. Confina N la matriz; E una cordillera de cerros que se desprenden del puerto del Pando; S Salto, y O Huelde. El terreno es de mala calidad. Las cosechas son de centeno y muy limitadas, por lo que para sostener su existencia siempre atareada y miserable, se ven los vecinos precisados, unos a emigrar durante el invierno, y otros a labrar maderas, con los que retornan de las tierras llanas algunos granos. Hay buenos pastos en que se mantiene el ganado aunque en corto número. Población: 23 vecinos, 90 almas. Contribución: con el ayuntamiento.
Diccionario geográfico-estadístico-histórico de España y sus posesiones de Ultramar